# Neosebastidae
Die Neosebastidae (Fischgattung Sebastes und Gr.: neos = neu) sind eine Fischfamilie aus der Ordnung der Barschartigen (Perciformes). Im englischen werden die Fische gurnard perch, d. h. „Knurrhahnbarsche“ genannt. Beide Gattungen der Familie leben im Indopazifik in Tiefen von 2 bis 600 Metern.

## Merkmale
Die Neosebastidae ähneln den Skorpionfischen (Scorpaenidae). Ihre Kopflänge kann ein Drittel bis 46 % der Standardlänge betragen. Sie sind meist von rötlicher oder bräunlicher Farbe. Die Arten der Gattung Maxillicosta werden sieben bis 12 Zentimeter lang, die der Gattung Neosebastes erreichen Längen von 15 bis 50 Zentimeter. Entlang der Seitenlinie finden sich 27 bis 50 mit Poren versehene Schuppen.
Flossenformel: Dorsale VIII/7–9, Anale III/4–6, Pectorale 18–24.

## Systematik
Die Neosebastidae gehören zu den Drachenkopfverwandten (Scorpaenoidei), sind die Schwestergruppe der Plectrogeniidae und beide zusammen sind die Schwestergruppe der Drachenköpfe (Scorpaenidae).

## Arten

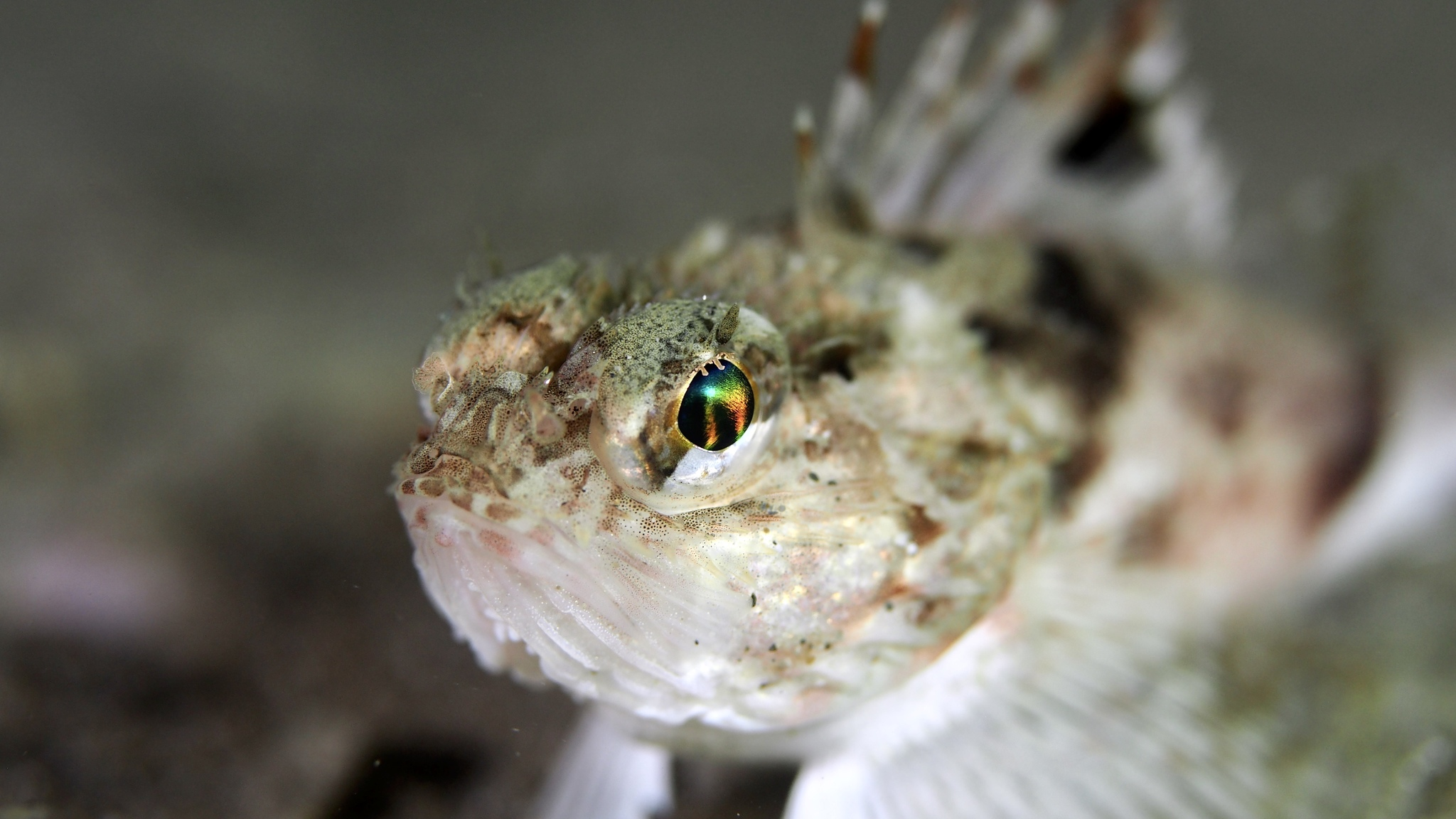
Maxillicosta scabriceps

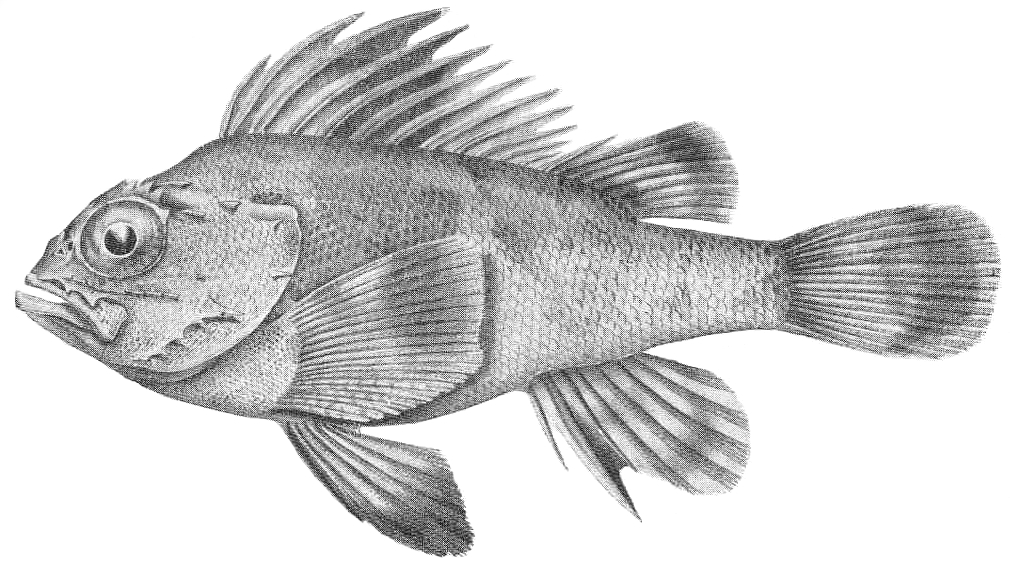
Neosebastes bougainvillii

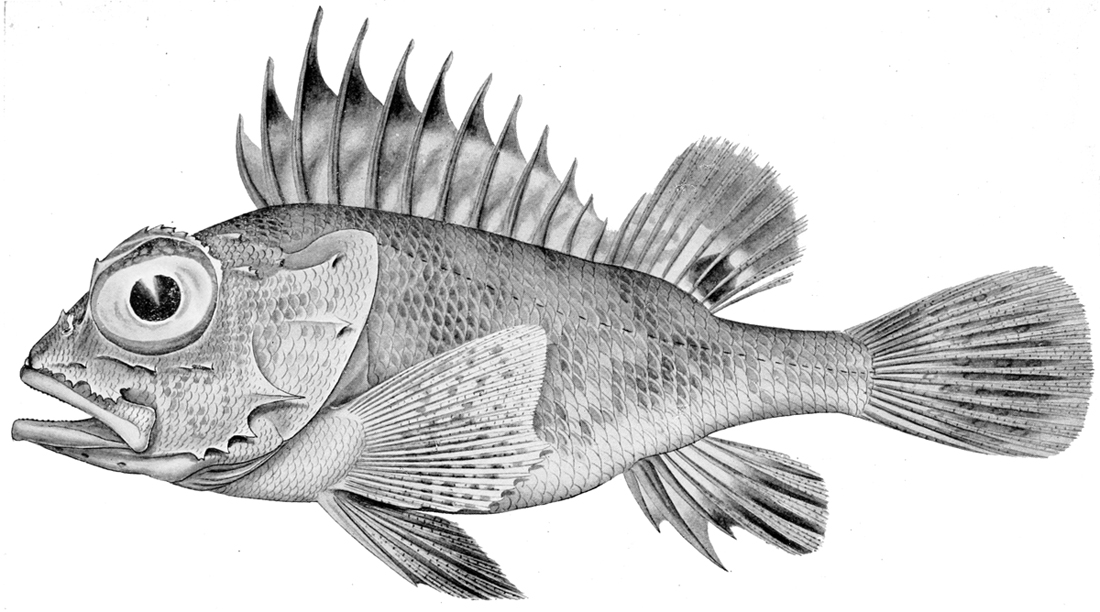
Neosebastes incisipinnis

Es gibt 18 Arten, die 7 bis 40 Zentimeter lang werden.
- Maxillicosta Whitley, 1935
  - Maxillicosta lopholepis  Eschmeyer & Poss, 1976
  - Maxillicosta meridianus  Motomura, Last & Gomon, 2006
  - Maxillicosta raoulensis  Eschmeyer & Poss, 1976
  - Maxillicosta reticulata  (de Buen, 1961)
  - Maxillicosta scabriceps  Whitley, 1935
  - Maxillicosta whitleyi  Eschmeyer & Poss, 1976
- Neosebastes Guichenot, 1867
  - Neosebastes bougainvillii  (Cuvier, 1829)
  - Neosebastes capricornis  Motomura, 2004
  - Neosebastes entaxis  Jordan & Starks, 1904
  - Neosebastes incisipinnis  Ogilby, 1910
  - Neosebastes johnsoni  Motomura, 2004
  - Neosebastes longirostris  Motomura, 2004
  - Neosebastes multisquamus  Motomura, 2004
  - Neosebastes nigropunctatus  McCulloch, 1915
  - Neosebastes occidentalis  Motomura, 2004
  - Neosebastes pandus  (Richardson, 1842)
  - Neosebastes scorpaenoides  Guichenot, 1867
  - Neosebastes thetidis  (Waite, 1899)